# Methona incana
Methona incana är en fjärilsart som beskrevs av Forbes 1943. Methona incana ingår i släktet Methona och familjen praktfjärilar. Inga underarter finns listade i Catalogue of Life.